# Aprionus perrisi
Aprionus perrisi är en tvåvingeart som först beskrevs av Jean-Jacques Kieffer 1895.  Aprionus perrisi ingår i släktet Aprionus och familjen gallmyggor.
Artens utbredningsområde är Frankrike. Inga underarter finns listade i Catalogue of Life.